# Raionul Herța
Herța (în ucraineană Герцаївський район) era unul din cele 11 raioane administrative din regiunea Cernăuți din Ucraina, cu reședința în orașul Herța. A fost înființat la 1 octombrie 1940, fiind inclus în componența RSS Ucrainene, apoi desființat în decembrie 1962 și reînființat la 6 decembrie 1991, fiind inclus în Ucraina independentă. A fost desființat în 2020, iar teritoriul său a fost inclus în componența raionului Cernăuți.
Acest raion avea o suprafață de 308,7 km² și 32.316 locuitori (2001) , în mare majoritate de naționalitate români. Din componența raionului făcea parte orașul Herța și 13 comune rurale.
Înainte de ocuparea Basarabiei și Bucovinei de nord de către Uniunea Sovietică în 1940, teritoriul său a făcut parte din 
- Ținutul Herța - majoritatea localităților raionului au făcut parte din fostul județ Dorohoi, și din
- Bucovina - având localități din 2 județe ale Regatului României: Cernăuți (comunele Ostrița și Țureni și satul Mamornița) și Rădăuți (comuna Poieni).

## Geografie
Raionul Herța este situat în partea de sud-est a regiunii Cernăuți, pe malul drept al râului Prut. În prezent, raionul se învecinează în partea de nord cu municipiul Cernăuți și cu raionul Noua Suliță, în partea de vest cu raionul Adâncata, în partea de est cu raionul Noua Suliță și în partea de sud cu județul Botoșani din România.
Raionul Herța este frontieră de stat cu România, aici funcționând un punct de trecere a frontierei în/din România:
- Probotești – Racovăț – punct de trecere simplificată cu specific auto și pietonal numai pentru cetățenii români și ucraineni cu domiciliul permanent în județele și regiunile de frontieră. A fost deschis traficului internațional din anul 1989.

Solurile raionului sunt format în principal din cernoziomuri.

## Istoric
Teritoriul actual al raionului Herța a făcut parte din Principatul Moldovei de la fondarea sa în secolul al XIV-lea. După Unirea Moldovei cu Țara Românească la 24 ianuarie 1859 a devenit parte a României, care și-a câștigat oficial independența în 1877. A făcut parte din județul interbelic Dorohoi.
Ținutul Herța a fost ocupat de către Uniunea Sovietică în iunie 1940, după semnarea Pactului Ribbentrop-Molotov cu Germania nazistă. Raionul Herța a fost înființat la data de 1 octombrie 1940, fiind inclus în componența RSS Ucrainene. Revenit pentru o scurtă perioadă în cadrul României între anii 1941-1944, el a fost din nou ocupat de către armata sovietică în 1944.
Raionul Herța a fost desființat în decembrie 1962, iar teritoriul său a fost înclus în raionul Adâncata. În decembrie 1991, ca urmare a Hotărârii Radei Supreme a Ucrainei nr. 1942/6 decembrie 1991, raionul Herța a fost reînființat ca parte din Ucraina independentă.

## Demografie

### Numărul populației la 1 ianuarie
| 2013    | 2014    | 2015    |
| ------- | ------- | ------- |
| ▲32.604 | ▲32.762 | ▲32.921 |

- Sursă:[3]

### Structura etnolingvistică
Componența lingvistică a raionului Herța
     Română (93,82%)
     Ucraineană (4,83%)
     Rusă (1,21%)
     Alte limbi (0,06%)
Conform recensământului din 2001, majoritatea populației raionului Herța era vorbitoare de română (93,82%), existând în minoritate și vorbitori de ucraineană (4,83%) și rusă (1,21%).
     Români (93,79%)
     Ucraineni (5%)
     Ruși (0,93%)
     Alte etnii (0,28%)
La recensământul din 1989, raionul Herța avea 29.611 locuitori.
Conform recensământului efectuat de autoritățile ucrainene în anul 2001, populația raionului Herța era de 32.316 locuitori, fiind împărțită în următoarele grupuri etnice:
- Români -  30.310 (93,79%)

(inclusiv Moldoveni -  756 (2,34%))
- Ucraineni - 1.616 (5,00%)
- Ruși -  299 (0,93%)
- Alții -  91 (0,28%) [5].[6]

De asemenea, 6,40% din populația raionului locuia în așezări urbane (2.068 locuitori) și 93,60% în așezări rurale (30.248 locuitori).
Cele mai populate localități sunt orașul Herța - 2.101 locuitori și satele Ostrița - 3.686, Horbova - 2.969 și Târnauca - 2.852.

### Comunitatea românească din raion
Conform recensământului din 1989, locuitorii care s-au declarat români plus moldoveni din raionul Herța erau majoritari în totalitatea localităților din raion, cu excepția satului Mamornița, unde românii reprezentau doar 7,66% din populație .

## Economie
În raionul Herța funcționează 5 întreprinderi industriale, specializate în principal pe procesarea produselor agro-alimentare.
Agricultura este principala ocupație a locuitorilor raionului, aici desfășurându-și activitatea 15 societăți agricole.

## Învățământ și cultură
În raionul Herța există 32 de instituții de învățământ, dintre care 30 școli de limbă română și 2 școli de limbă ucraineană (în Herța și Mamornița). Ființează aici 23 cămine culturale, 25 biblioteci, 2 școli de muzică pntru copii, o școală de arte și 18 săli de cinema.
De asemenea, funcționează aici un spital raional cu o capacitate de 120 paturi, 1 spital rural cu 9 paturi, 3 clinici medicale și 14 cabinete medicale .

## Localități
Raionul Herța este compus din:
- 1 oraș - Herța - reședința administrativă

| Orașe și așezări de tip urbane |                    |               |                  |               |           |
| Nume                           | Nume               | Nume          | Nume             | Nume          | Locuitori |
| română                         | ucraineană         | ucraineană    | rusă             | rusă          | Locuitori |
| română                         | scriere ucraineană | transliterare | scriere rusească | transliterare | Locuitori |
| Herța                          | Герца              | Herța         | Герца            | Gherța        | 2.101     |

- 23 sate [9], dintre care: 
  - 13 comune sau selsoviete  astfel:

| Comune                           |                    |               |                  |               |           |
| Nume                             | Nume               | Nume          | Nume             | Nume          | Locuitori |
| română                           | ucraineană         | ucraineană    | rusă             | rusă          | Locuitori |
| română                           | scriere ucraineană | transliterare | scriere rusească | transliterare | Locuitori |
| Buda Mare                        | Велика Буда        | Velika Buda   | Велика Буда      | Velika Buda   | 1.291     |
| Culiceni                         | Куликівка          | Kulikivka     | Куликовка        | Kulikovka     | 731       |
| Godinești                        | Годинівка          | Hodinivka     | Годиновка        | Godinovka     | 1.261     |
| Horbova                          | Горбова, Синігеу   | Horbova       | Горбова          | Gorbova       | 2.969     |
| Hreațca                          | Хряцька            | Hriațka       | Хряцкая          | Hriațkaia     | 1.992     |
| Lunca                            | Лунка              | Lunka         | Лунка            | Lunka         | 588       |
| Mihoreni (Petrașivca)            | Петрашівка         | Petrașivka    | Петрашовка       | Petrașovka    | 2.008     |
| Mogoșești                        | Байраки            | Bairaki       | Байраки          | Bairaki       | 1.868     |
| Molnița                          | Молниця            | Molniția      | Молница          | Molnița       | 1.813     |
| Ostrița                          | Остриця            | Ostriția      | Острица          | Ostrița       | 3.686     |
| Poieni (Poieni-Bucovina, Puieni) | Буківка            | Bukivka       | Буковка          | Bukovka       | 929       |
| Târnauca                         | Тернавка           | Ternavka      | Тернавка         | Ternavka      | 2.852     |
| Țureni                           | Цурень             | Țureni        | Цурень           | Țuren         | 946       |

- - 10 sate, care nu sunt și selsoviete, adică nu au administrație proprie, astfel:

| Sate                              |                    |               |                   |               |           |           |
| Nume                              | Nume               | Nume          | Nume              | Nume          | Locuitori | Comuna    |
| română                            | ucraineană         | ucraineană    | rusă              | rusă          | Locuitori | Comuna    |
| română                            | scriere ucraineană | transliterare | scriere rusesască | transliterare | Locuitori | Comuna    |
| Bănceni                           | Банчени            | Banceni       | Банчены           | Bancenî       | 847       | Horbova   |
| Becești                           | Підвальне          | Pidvalne      | Подвальное        | Podvalnoe     | 730       | Mogoșești |
| Buda Mică                         | Мала Буда          | Mala Buda     | Малая Буда        | Malaia Buda   | 577       | Buda Mare |
| Lucovița (Lucovița Moldovenească) | Луковиця           | Lukoviția     | Луковиця          | Lukovițiia    | 610       | Godinești |
| Mamornița (Mamornița Ucraineană)  | Маморниця          | Mamorniția    | Маморница         | Mamornița     | 494       | Țureni    |
| Movila                            | Могилівка          | Mohilivka     | Могилевка         | Moghivelka    | 685       | Lunca     |
| Pasat                             | Круп'янське        | Krupianske    | Крупянское        | Krupianskoe   | 751       | Buda Mare |
| Pilipăuți, (Satul Mare)           | Великосілля        | Velikosillia  | Великоселье       | Velikoselie   | 1.019     | Lunca     |
| Probotești                        | Дяківці            | Diakivți      | Дьяковцы          | Diakovțî      | 1.203     | Târnauca  |
| Vama                              | Радгоспівка        | Radhospivka   | Радгосповка       | Radgospovka   | 436       | Țureni    |

## Obiective turistice
- Biserica "Sf. Spiridon" din Herța - construită din cărămidă în perioada 1798-1807 din inițiativa familiei Holban, cu un turn clopotniță deasupra pridvorului
- Conacul pictorului român Arthur Verona (1867-1946) din Herța - unde a fost amenajat un muzeu
- Bustul scriitorului român Gheorghe Asachi (1788-1869) din Herța - construit din bronz și amplasat în parcul orașului
- Biserica "Ștefan cel Mare" din Movila
- - construită în anul 1440, aflată din anul 2007 în restaurare [10]
- Biserica de lemn din Becești - construită în anul 1561 [11]
- Biserica de lemn din Mihoreni - construită în anul 1663; are și o clopotniță de lemn [12]
- Biserica de lemn din Lucovița - construită în anul 1757 [13]
- Biserica "Nașterea Domnului" din Lunca - construită în anul 1767 [14]
- Biserica "Adormirea Maicii Domnului" (Uspenia) din Lunca - construită în secolul al XVII-lea [15]
- Biserica de lemn din Poieni - construită în anul 1811 [16][17]
- Biserica de lemn din Godinești - construită în secolul al XIX-lea; are și o clopotniță de lemn [18]
- Mănăstirea Bănceni